# Baldwin (hrabstwo Nassau)
Baldwin – jednostka osadnicza w Stanach Zjednoczonych, w stanie Nowy Jork, w hrabstwie Nassau.